# جواو كارلوس باتيستا بينهيرو
جواو كارلوس باتيستا بينهيرو (بالبرتغالية: João Carlos Batista Pinheiro‏) (13 يناير 1932 في البرازيل - 30 أغسطس 2011 بريو دي جانيرو في البرازيل) هو مدرب كرة قدم ولاعب كرة قدم برازيلي في مركز الدفاع، شارك في كأس العالم 1954 وكأس أمريكا الجنوبية 1953. وشارك مع منتخب البرازيل لكرة القدم. أما مع النوادي، فقد لعب مع نادي أميريكانو ونادي باهيا ونادي فلومينينسي.

## وصلات خارجية
- جواو كارلوس باتيستا بينهيرو على موقع الاتحاد الدولي (مؤرشف)  (الإنجليزية)
- جواو كارلوس باتيستا بينهيرو على موقع قاعدة بيانات كرة القدم.إي يو (الإنجليزية)
- جواو كارلوس باتيستا بينهيرو على موقع بيانات كرة القدم. دي إي (الألمانية)
- جواو كارلوس باتيستا بينهيرو على موقع ناشيونال فوتبول تيمز (الإنجليزية)
- جواو كارلوس باتيستا بينهيرو على موقع Soccerway.com (الإنجليزية)
- جواو كارلوس باتيستا بينهيرو على موقع عالم كرة القدم.نت (الإنجليزية)